# Spoorbrug Nootdorpboog
De Spoorbrug Nootdorpboog is een spoorbrug in de Nederlandse provincie Zuid-Holland, op de grens tussen Nootdorp en Leidschenveen-Ypenburg. De brug over de autosnelweg A12 is onderdeel van de spoorlijn Nootdorpboog. Dit is geen reguliere spoorlijn, maar een lijn bedoeld om de treinwerkplaats van NS Onderhoud & Service in Leidschendam te kunnen bereiken vanaf het hoofdspoornetwerk.

## Technische gegevens
Het dek bestaat uit twee samengestelde stalen zijliggers van 3 meter hoogte met daartussen een voorgespannen (Tensa)dek. De boog bestaat uit twee buisvormige bogen en is via hangers verbonden aan de zijliggers van het dek. De bogen bestaan uit dertien rechte buiselementen, tussen de twaalf hangers is steeds een onderlinge afstand van 8 meter. De staalkwaliteit is S355, de betonkwaliteit is B45. De brug is gebouwd door een aannemerscombinatie bestaande uit Colijn en Gebroeders de Koning.